# Richard Weiss

Richard Weiss (ca. 1955)

Richard Weiss (* 9. November 1907 in Stuttgart; † 29. Juli 1962 in Russo im Onsernonetal, Tessin) war ein Schweizer Volkskundler und von 1946 bis 1962 Professor für Volkskunde in Zürich.

## Leben und wissenschaftliches Wirken
Richard Weiss studierte Germanistik und Geschichte in Zürich, Heidelberg und Paris. 1933 wurde er mit der Dissertation über Das Alpenerlebnis in der deutschen Literatur des 18. Jahrhunderts promoviert. 1941 habilitierte er sich mit der Schrift Das Alpwesen Graubündens.
Er war Lehrer an der Evangelischen Mittelschule Schiers, wo er selbst Schüler gewesen war. Mit seiner Berufung auf den neu geschaffenen Lehrstuhl für Volkskunde an der Universität Zürich erschien im Druck sein Hauptwerk, die Volkskunde der Schweiz. Grundriss.
Weiss wollte die wissenschaftliche Volkskunde von der «angewandten Volkskunde» abgrenzen, also von u. a. Trachtenbewegung, geförderter Volkskunst und Pflege der Mundart, die seiner Meinung nach alle mit einer wertenden Stellungnahme aktiv in den Kulturprozess eingreifen. Volkskunde bedeutet in seinem Sinne keine ausschliesslich antiquarische Forschung, sondern ist «Gegenwartswissenschaft». Ein zentraler Begriff in seinem Werk ist die Tradition. Im Gegensatz zur Betrachtung der «Masse» spielt der «Gemeinschaftsbegriff» eine grosse Rolle. 
Schwerpunkte dieser umfassenden Darstellung sind im allgemeinen Teil u. a. «Der Volksbegriff in volkskundlicher Abgrenzung», «Volksleben im Gegensatz zum Massenleben», «Tradition und Fortschritt», «Gemeinschaft und Individuum» «Volkskultur und Volk» und «Volkskultur und Individualkultur».
Im speziellen Teil geht es um Siedlung, Gebäude und Wohnungen, Wirtschaft und Sachkultur, Nahrung, Kleidung, Brauch und Fest, Spiel und Sport, Schauspiel und Tanz, Musik und Gesang, Sprache und Sprachgut, Glauben und Wissen und Staat, Recht und Volkscharakter (jeweils Kapitelüberschriften und dazu Analysen und Schwerpunkt von Beispielen aus der Schweiz). Ausführliche Anmerkungen, Register und Verzeichnisse schliessen den Band ab, der umfassend (und in dieser Form mehr oder weniger einmalig) Informationen zum Stand der Volkskunde und ihrer Wissenschaft im Jahre 1946 in der Schweiz gibt.
Weiss beschäftigte sich mit vielen Themen, unter denen im Anschluss an die Dissertation die Alpen einen besonderen Schwerpunkt bilden. Ein anderer Schwerpunkt war seine Arbeit am Atlas der schweizerischen Volkskunde, den er seit etwa 1937 vorbereitete und dessen ersten Band er zusammen mit Paul Geiger 1950 herausgab. Er griff auch in der damaligen Zeit ungewohnte Themen auf.
Richard Weiss wurde in den 1970er Jahren dafür kritisiert, dass er Phänomene wie städtisches Leben, Medien, Massenkultur und Industrie ausklammere. Das ist nur bedingt richtig, wenn man z. B. daran erinnert, dass er 1959 eine Exkursion mit Studierenden in das Ruhrgebiet durchführte. Die Modernität des wissenschaftlichen Ansatzes (vor allem die Einbeziehung soziologischer und psychologischer Fragestellungen), seine funktional-analytische Betrachtungsweise und die Nüchternheit, mit der Interpretationsmöglichkeiten skizziert und ausgeführt werden, sowie die umfassende Breite des Ausblicks auf die Schweizer Gesamtkultur sind bemerkenswert. Sie haben Weiss zu einer «volkskundlichen Symbolfigur der Nachkriegszeit» gemacht.
Das hat Erwartungen für einen hohen Standard volkskundlicher Forschung geweckt, die von den nachfolgenden Generationen kaum eingelöst wurden (das gilt mit dem Blick auf die gesamte deutschsprachige Volkskunde, einschließlich der Nachfolgebegriffe für diese wissenschaftliche Disziplin). Der frühe Tod von Weiss zerbrach solche Perspektiven, aber u. a. an ihm rieb und entwickelte sich die deutschsprachige Volkskunde in der Umbruchphase seit den 1970er Jahren. Schüler von Weiss sind u. a. der Soziologe Peter Atteslander und der Sprachwissenschaftler Robert Schläpfer.
Weiss wandte sich gegen eine einseitige soziologische Abgrenzung des «Volks» als Unterschicht von einer Oberschicht und propagierte eine «psychologische Abgrenzung», die jeweils individuelle Einstellungen in beiden, sich überschneidenden und sich vermischenden Bereichen berücksichtigen. Er sah Tradition auch unter dem Aspekt der gegen die Aufklärung bestehenden «Dummheit und Trägheit», dem Verzicht auf neue Erfahrungen und mit dem Verweis auf «genügend Beispiele für schädliche Traditionen». Er verstand Heimat als Bindung an Natur und Kultur der «Lokalgemeinschaft und an ihre Traditionen». Heimweh spiegelt den Verlust der «heimatlichen Lokalgemeinschaft», ein «Herausgerissensein aus der Gemeinschaft».
In den Folgekapiteln behandelt Weiss u. a. «Das Alphorn und die Alpenmusik», die Hinweise auf das Alphorn seit etwa 1563, den Bau der Holzröhre, seine Naturtöne, das Vorkommen dieser Tonleiter im Jodler und in frühchristlicher Musik des 10. Jahrhunderts, d. h. in der altertümlichen «alpinen Volksmusik». Der Kühreihen ist ein Lock- und Eintreibelied für das Vieh, das seit 1545 bezeugt ist (eine Alphornweise klingt an). Weiss skizziert im Weitern zwei «Liedschicksale», dasjenige des Guggisbergliedes und dasjenige des Emmentalerliedes. Das Guggisberglied besteht nach einer Untersuchungen von Otto von Greyerz aus Wanderstrophen von Liebesliedern,  und dessen Kehrreim soll nach einer Untersuchung von John Meier ein Spottvers auf die Guggisberger sein. Die Melodie geht auf evangelische Choräle des 16. Jahrhunderts zurück und gleicht derjenigen des Emmentaler Hochzeitstanzes von 1812 sowie solchen aus dem Baltikum ebenfalls des 16. Jahrhunderts. Die Melodie des Emmentalerliedes mit ihren «kuriosen Sprüngen der Melodie» ist nach Untersuchungen u. a. von Hanns in der Gand schon in der Komposition eines italienischen Gitarrenvirtuosen aus dem späten 18. Jahrhundert bezeugt. Zudem gibt es einen Florentiner Urheberrechtsprozess von 1927, in dem es um eine ganz ähnliche, als Faschistenhymne dienende Melodie ging. Die beiden Beispiele sind nach Weiss typisch, und es ist demnach «unwahrscheinlich», wenn sich Volkslieder allgemein in Text und Melodie auf die Schweiz beschränken würden.

## Werke
- Volkskunde der Schweiz. Grundriss. Rentsch, Erlenbach-Zürich 1946; 3., unveränderte Auflage Rentsch, Zürich und Schwäbisch Hall 1984, ISBN 3-7249-0567-X.
- Atlas der schweizerischen Volkskunde. Gegründet von Paul Geiger und Richard Weiss, weitergeführt von Walter Escher, Elsbeth Liebl und Arnold Niederer. 2 Kartenbände zu je zwei Halbbänden, dazu Einführungsband und sieben Kommentarbände. Basel 1950/88; Registerband. Basel 1995.
- Häuser und Landschaften der Schweiz. Rentsch, Erlenbach-Zürich 1959; 2., unveränderte Auflage mit einem Geleitwort von Jean-Pierre Anderegg. Haupt, Bern 2017, ISBN 978-3-258-08017-8.